# René Gaudy
Pour les articles homonymes, voir Gaudy.
René Gaudy, né le 14 mai 1940 à Bayonne. est un écrivain et critique dramatique français, ainsi qu'un historien du mouvement ouvrier.

## Biographie
Pendant ses études supérieures, René Gaudy milite au sein de l'UNEF (vice-président de l'AGEB-UNEF-Besançon) et de l'UEC à Besançon de 1960 à 1962, puis à Paris de 1962 à 1966. Il adhère au  Parti communiste français en 1961.
Entre 1964 et 1968, il est critique dramatique, collabore notamment à Miroir du cinéma, Le Nouveau Clarté, La Nouvelle Critique, France Nouvelle, Révolution, Options, Théâtre public et Cassandre, Frictions.
A l'automne 1968, il quitte Paris et rejoint le Théâtre populaire de Lorraine où il crée avec Jacques Kraemer et l'équipe du TPL en mars 1969 Splendeur et misère de Minette la bonne Lorraine, une pièce sur l'histoire  des mineurs de fer et des sidérurgistes lorrains,  jouée avec  succès dans le bassin fer de Lorraine. Sur la lancée de Minette, avec une partie de l'équipe du TPL il arrive dans le pays de Montbéliard en 1970 et fonde le Théâtre des habitants, première troupe de théâtre professionnelle entièrement subventionnée par un comité d'entreprise (Peugeot-Sochaux). Il travaille avec l'animateur culturel du CE Peugeot Pol Cèbe et le groupe Medvedkine de Sochaux. Il a écrit plusieurs pièces de théâtre et participé à des spectacles d'intervention (Lorraine, 1970-1972, Sochaux, 1970-1972, guerre du Golfe 1991, bombardements sur la Serbie 1999). 
À partir de 1977, il écrit des  ouvrages sur l'histoire du mouvement ouvrier et de nombreuses biographies du Maitron gaziers-électriciens.
Il a publié un Petit guide du vieil Hébron (chapitres 1 à 3) dans la Revue d'études palestiniennes.
Il a enseigné à l'Institut d'études théâtrales-Sorbonne (1968-1969) et à l'École nationale supérieure des arts décoratifs (1982-2004).
Il collabore régulièrement aux Cahiers de l'Institut d'histoire sociale Mines-Energie. Le numéro 59-60 de l'année est consacré à son étude sur Les électriciens à la Belle époque avec un avant-propos de l'historien Stéphane Sirot.

## Publications
- Arthur Adamov, Stock, 1971, 193 p.
- Voyage avec des cadres : le Groupement national des cadres, 40 ans pour quoi faire ? (en collaboration avec René Le Guen), Éditions sociales, 1977, 288 p.
- Et la lumière fut nationalisée, préface de Roger Pauwels, Éditions sociales, 1978. 2e éd. 1996, Éd. La Vie ouvrière
- Les porteurs d'énergie, Temps actuels, 1982, 252 p. (visualiser dans Gallica); Nouvelle éd. revue et augmentée, tome 1, Le Temps des cerises, 2006, 363 p.
- Je te donnerai sept nuits d'amour, Éd. Bouffonneries, 1987, 63 p.
- Métro : les dessous de la ligne 6, Albin Michel, 1992, 60 p.
- Les porteurs d'énergie tome 2, Le Temps des cerises, 2008, 403 p.
- À contre-fil, La Verdine, 2009
- La nationalisation de l'énergie. Histoire d'un combat 1944-1947, préface de François Duteil, Éditions de l'Atelier, 2016, 206 p.[5]
- Qui a livré Gaz de France aux rapaces de la finance Le combat de la CGT pour sauver le service public du gaz, éd. de l'IHSME, mars 2019, 100 p.
- Énergéticiens d’île de France, éd.de l’IHSME, 2025, 400 p.

### Pièces de théâtre représentées
- Splendeur et misère de Minette la bonne Lorraine (collaboration avec J. Kraemer), 1970
- Histoires du pays de Montbéliard, 1971
- Trouble, 1972
- La Poisson, 1975